# Буйкі
Буйкі (пол. Bójki) — село в Польщі, у гміні Острів-Любельський Любартівського повіту Люблінського воєводства.
Населення — 61 особа (2011).

## Демографія
Демографічна структура станом на 31 березня 2011 року:
|          | Загалом | Допрацездатний вік | Працездатний вік | Постпрацездатний вік |
| -------- | ------- | ------------------ | ---------------- | -------------------- |
| Чоловіки | 26      | 3                  | 17               | 6                    |
| Жінки    | 35      | 6                  | 15               | 14                   |
| Разом    | 61      | 9                  | 32               | 20                   |